# Prvi razred 1920
La Prvi razred 1920. (in lingua italiana prima classe 1920), in cirillico Први разред 1920., fu la prima edizione della massima divisione delle varie sottofederazioni (podsaveze) in cui era diviso il sistema calcistico del Regno dei Serbi, Croati e Sloveni.
Le vincenti avrebbero dovuto accedere al Državno prvenstvo (campionato nazionale) per designare la squadra campione, ma nel 1920 questo torneo non si tenne.

## Sottofederazioni

### Lubiana
```
La 
Ljubljanski nogometni podsavez
 viene fondata il 23 aprile 1920 per i club del territorio delle regioni di 
Lubiana
 e 
Maribor
. Il giorno della sua fondazione ci sono sette club:
[
2
]

da Lubiana: Ilirja, Slovan e Sparta
da Celje:   Celje
da Maribor: Rapid, Herta e Rote Elf
Subito dopo si uniscono altri 13 club:
da Lubiana: Primorje, Hermes, Jadran, LASK e Svoboda
da Celje:   Atletik, Svoboda, Slavija e Vojnik
da Ptuj:    SK Ptuj
da Maribor: 1.SSK Maribor e SV Vesna
da Kranj:   Sava (poi ridenominato Triglav)
```

|                   | Pos. | Squadra        | Pt | G | V | N | P | GF | GS | QR     |
| ----------------- | ---- | -------------- | -- | - | - | - | - | -- | -- | ------ |
|                   | 1.   | Ilirija        | 12 | 6 | 6 | 0 | 0 | 51 | 3  | 17,000 |
|                   | 2.   | Rapid Marburg  | 8  | 6 | 4 | 0 | 2 | 16 | 18 | 0,888  |
|                   | 3.   | Slovan Lubiana | 7  | 6 | 3 | 1 | 2 | 13 | 15 | 0,866  |
|                   | 4.   | Hertha Maribor | 7  | 6 | 3 | 1 | 2 | 16 | 19 | 0,842  |
|                   | 5.   | Athletik Celje | 6  | 6 | 2 | 2 | 2 | 20 | 22 | 0,909  |
|                   | 6.   | Rote Elf       | 2  | 6 | 1 | 0 | 5 | 10 | 29 | 0,344  |
|                   | 7.   | 1.SŠK Maribor  | 0  | 6 | 0 | 0 | 6 | 11 | 31 | 0,354  |
| Fonte: exyufudbal |      |                |    |   |   |   |   |    |    |        |

|                   | Ili  | Rap  | Slo  | Her  | Cel  | R.E  | Mar  |
| ----------------- | ---- | ---- | ---- | ---- | ---- | ---- | ---- |
| Ilirija           | –––– | 10-0 | 8-0  | -    | 10-0 | -    | -    |
| Rapid             | -    | –––– | 1-3  | 3-0  | -    | 2-1  | 5-0  |
| Slovan            | -    | -    | –––– | 2-3  | 2-2  | 3-0  | 3-1  |
| Hertha            | 0-8  | -    | -    | –––– | -    | 6-0  | 4-3  |
| Cillier Celje     | -    | 4-5  | -    | 3-3  | –––– | 5-0  | 6-2  |
| Rote Elf          | 1-10 | -    | -    | -    | -    | –––– | 8-3  |
| Maribor           | 2-5  | -    | -    | -    | -    | -    | –––– |
| Fonte: exyufudbal |      |      |      |      |      |      |      |

### Zagabria
```
La 
Zagrebački nogometni podsavez
 viene fondata l'8 settembre 1919 e comprende i club del territorio di 
Zagabria
, di 
Spalato
 (fino al 1920, quando nasce la 
Splitski nogometni podsavez
), del litorale (fino al 1939, quando nasce la 
Sušački nogometni podsavez
), di 
Osijek
 (fino al 1924, quando nasce la 
Osječki nogometni podsavez
) e della 
Banovina
 (fino al 1933, quando nasce la 
Banjalučki nogometni podsavez
).
[
3
]
```

|                   | Pos. | Squadra            | Pt | G | V | N | P | GF | GS | QR    |
| ----------------- | ---- | ------------------ | -- | - | - | - | - | -- | -- | ----- |
|                   | 1.   | Građanski Zagabria | 11 | 6 | 5 | 1 | 0 | 21 | 3  | 7,000 |
|                   | 2.   | HAŠK Zagabria      | 10 | 6 | 5 | 0 | 1 | 15 | 6  | 2,500 |
|                   | 3.   | Concordia Zagabria | 7  | 6 | 3 | 1 | 2 | 20 | 6  | 3,333 |
|                   | 4.   | Šparta Zagabria    | 5  | 6 | 2 | 1 | 3 | 7  | 9  | 0,777 |
|                   | 5.   | Viktorija Zagabria | 5  | 6 | 2 | 1 | 3 | 7  | 11 | 0,636 |
|                   | 6.   | Ilirija Zagabria   | 2  | 6 | 1 | 0 | 5 | 1  | 15 | 0,062 |
|                   | 7.   | Croatia Zagabria   | 2  | 6 | 1 | 0 | 5 | 4  | 25 | 0,160 |
| Fonte: exyufudbal |      |                    |    |   |   |   |   |    |    |       |

|                          | Gra  | HAŠ  | Con  | Špa  | Vik  | Ili  | Cro  |
| ------------------------ | ---- | ---- | ---- | ---- | ---- | ---- | ---- |
| Građanski                | –––– | 2-0  | 1-0  | 3-3  | 6-0  | 3-0  | 6-0  |
| HAŠK                     | -    | –––– | 3-4  | 3-1  | 4-0  | 2-0  | 2-0  |
| Concordia                | -    | -    | –––– | 2-0  | 0-0  | 4-0  | 11-1 |
| Šparta                   | -    | -    | -    | –––– | -    | -    | 2-0  |
| Viktorija                | -    | -    | -    | 0-1  | –––– | 3-0  | 4-0  |
| Ilirija                  | -    | -    | -    | 1-0  | -    | –––– | -    |
| Croatia                  | -    | -    | -    | -    | -    | 3-0  | –––– |
| Fonte: Fonte: exyufudbal |      |      |      |      |      |      |      |

#### Finali
| Data                   | Partita                               | Ris. |
| ---------------------- | ------------------------------------- | ---- |
| SEMIFINALI PROVINCIALI |                                       |      |
| 01.08.1920             | Slaven Koprivnica – Olimpija Karlovac | 3–0  |
| 01.08.1920             | Slavija Osijek – Marsonia             | 1–2  |
| FINALE PROVINCIALE     |                                       |      |
| ??.08.1920             | Marsonia – Slaven Koprivnica          | 1–1  |
| FINALE SOTTOFEDERALE   |                                       |      |
| 07.10.1920             | Građanski Zagabria – Marsonia         | n.d. |
| Fonte: exyufudbal      |                                       |      |

### Belgrado
```
In esecuzione delle decisioni della Prima Assemblea Regolare della 
JNS
, tenutasi nell'autunno del 1919 a Zagabria, sulla divisione della Jugoslavia calcistica in quattro sottofederazioni (Belgrado, Zagabria, Lubiana e Sarajevo), i club di Belgrado preparano un'assemblea per il 12 marzo 1920 al caffè "Slavija", cui partecipano trenta/quaranta rappresentanti dei club, per creare la 
Beogradski loptački podsavez
.
In quel momento la sottofederazione belgradese sovrintende un grande territorio: oltre alla stessa Belgrado, vi sono la Vojvodina, la Serbia, il Kosovo e la Macedonia. Vista l'ingente e costante crescita del numero dei club di nuova formazione, alcune sottofederazioni diventano indipendenti: prima Subotica nel 1920, e nel decennio seguente Skopje, Veliki Bečkerek, Kragujevac e Niš.
[
5
]
```

|                   | Pos. | Squadra       | Pt                                                                                    | G                                                                                     | V                                                                                     | N                                                                                     | P                                                                                     | GF                                                                                    | GS                                                                                    | QR                                                                                    |
| ----------------- | ---- | ------------- | ------------------------------------------------------------------------------------- | ------------------------------------------------------------------------------------- | ------------------------------------------------------------------------------------- | ------------------------------------------------------------------------------------- | ------------------------------------------------------------------------------------- | ------------------------------------------------------------------------------------- | ------------------------------------------------------------------------------------- | ------------------------------------------------------------------------------------- |
|                   | 1.   | BSK Belgrado  | 6                                                                                     | 3                                                                                     | 3                                                                                     | 0                                                                                     | 0                                                                                     | 11                                                                                    | 0                                                                                     | —                                                                                     |
|                   | 2.   | Jugoslavija   | 4                                                                                     | 3                                                                                     | 2                                                                                     | 0                                                                                     | 1                                                                                     | 7                                                                                     | 3                                                                                     | 2,333                                                                                 |
|                   | 3.   | BUSK Belgrado | 2                                                                                     | 3                                                                                     | 1                                                                                     | 0                                                                                     | 2                                                                                     | 1                                                                                     | 3                                                                                     | 0,333                                                                                 |
|                   | 4.   | Soko Belgrado | 0                                                                                     | 3                                                                                     | 0                                                                                     | 0                                                                                     | 3                                                                                     | 1                                                                                     | 14                                                                                    | 0,071                                                                                 |
|                   | 5.   | Srpski mač    | Ritirato dopo aver perso la prima partita contro il BUSK e retrocesso in Drugi razred | Ritirato dopo aver perso la prima partita contro il BUSK e retrocesso in Drugi razred | Ritirato dopo aver perso la prima partita contro il BUSK e retrocesso in Drugi razred | Ritirato dopo aver perso la prima partita contro il BUSK e retrocesso in Drugi razred | Ritirato dopo aver perso la prima partita contro il BUSK e retrocesso in Drugi razred | Ritirato dopo aver perso la prima partita contro il BUSK e retrocesso in Drugi razred | Ritirato dopo aver perso la prima partita contro il BUSK e retrocesso in Drugi razred | Ritirato dopo aver perso la prima partita contro il BUSK e retrocesso in Drugi razred |
| Fonte: exyufudbal |      |               |                                                                                       |                                                                                       |                                                                                       |                                                                                       |                                                                                       |                                                                                       |                                                                                       |                                                                                       |

|                   | BSK  | Jug  | BUS  | Sok  | S.m  |
| ----------------- | ---- | ---- | ---- | ---- | ---- |
| BSK               | –––– | 2-0  | -    | -    | n.d. |
| Jugoslavija       | -    | –––– | 2-0  | 5-1  | -    |
| BUSK              | 0-1  | -    | –––– | 1-0  | 3-0  |
| Soko              | 0-8  | -    | -    | –––– | n.d. |
| Srpski mač        | -    | n.d. | -    | -    | –––– |
| Fonte: exyufudbal |      |      |      |      |      |

#### Finale
| Data                 | Partita                               | Ris. |
| -------------------- | ------------------------------------- | ---- |
| FINALE SOTTOFEDERALE |                                       |      |
| ??.??.1920           | Građanski S. Mitrovica – BSK Belgrado | 1–7  |
| Fonte: exyufudbal    |                                       |      |

### Sarajevo

#### Estate
|                   | Pos. | Squadra         | Pt | G | V | N | P | GF | GS | QR    |
| ----------------- | ---- | --------------- | -- | - | - | - | - | -- | -- | ----- |
|                   | 1.   | Hajduk Sarajevo | 7  | 4 | 3 | 1 | 0 | 7  | 4  | 1,750 |
|                   | 2.   | Hrvatski ŠK     | 6  | 4 | 3 | 0 | 1 | 8  | 2  | 4,000 |
|                   | 3.   | Srpski ŠK       | 4  | 4 | 1 | 2 | 1 | 11 | 3  | 3,666 |
|                   | 4.   | Muslimanski ŠK  | 3  | 4 | 1 | 1 | 2 | 7  | 7  | 1,000 |
|                   | 5.   | Barkohba        | 4  | 4 | 0 | 0 | 4 | 2  | 19 | 0,105 |
| Fonte: exyufudbal |      |                 |    |   |   |   |   |    |    |       |

|                   | Haj  | Hrv  | Srp  | Mus  | Bar  |
| ----------------- | ---- | ---- | ---- | ---- | ---- |
| Hajduk            | –––– | 2-1  | -    | 2-1  | 1-0  |
| Hrvatski          | -    | –––– | -    | 2-0  | -    |
| Srpski            | 2-2  | ?    | –––– | 1-1  | 8-0  |
| Muslimanski       | -    | -    | -    | –––– | 5-2  |
| Barkohba          | -    | 0-5  | -    | -    | –––– |
| Fonte: exyufudbal |      |      |      |      |      |

#### Autunno
|                         | Pos. | Squadra         | Pt | G | V | N | P | GF | GS | QR    |
| ----------------------- | ---- | --------------- | -- | - | - | - | - | -- | -- | ----- |
|                         | 1.   | Hrvatski ŠK     | 5  | 3 | 2 | 1 | 0 | 6  | 3  | 2,000 |
|                         | 2.   | Hajduk Sarajevo | 4  | 3 | 1 | 2 | 0 | 4  | 2  | 2,000 |
|                         | 3.   | Srpski ŠK       | 2  | 3 | 2 | 0 | 2 | 4  | 7  | 0,571 |
|                         | 4.   | Muslimanski ŠK  | 1  | 3 | 0 | 1 | 2 | 4  | 6  | 0,667 |
| Fonte: claudionicoletti |      |                 |    |   |   |   |   |    |    |       |

|                   | Haj  | Hrv  | Srp  | Mus  |
| ----------------- | ---- | ---- | ---- | ---- |
| Hajduk            | –––– | -    | 3-1  | 1-1  |
| Hrvatski          | 0-0  | –––– | 3-1  | 3-2  |
| Srpski            | -    | -    | –––– | 2-1  |
| Muslimanski       | -    | -    | -    | –––– |
| Fonte: exyufudbal |      |      |      |      |

### Spalato
```
La 
Splitski nogometni podsavez
 viene fondata il 7 marzo 1920 a Spalato al Hrvatski dom e copre i territori della 
Dalmazia
 e del 
Montenegro
 (quest'ultimo fino al 1930, quando nasce la 
Cetinjski nogometni podsavez
).
[
6
]

I primi 12 club iscritti sono:
* NK 
Mogren

* JNK 
Orkan Dugi Rat

* NK 
Junak Sinj

* RNK Rad Sinj
* JNK Borac Spalato
* JNK 
Hajduk Spalato

* RNK Jug Spalato
* RNK Spalato
* JNK Uskok Spalato
* JNK Kosovo Vranjic
* JNK 
Trogir

* JNK 
Komita Omiš
```

|                   | Pos. | Squadra        | Pt | G | V | N | P | GF | GS | QR     |
| ----------------- | ---- | -------------- | -- | - | - | - | - | -- | -- | ------ |
|                   | 1.   | Jug Spalato    | 7  | 4 | 3 | 1 | 0 | 7  | 0  | —      |
|                   | 2.   | Hajduk Spalato | 6  | 4 | 3 | 0 | 1 | 18 | 1  | 18,000 |
|                   | 3.   | Uskok Spalato  | 5  | 4 | 2 | 1 | 1 | 4  | 4  | 1,000  |
|                   | 4.   | SK Spalato     | 2  | 4 | 1 | 0 | 3 | 4  | 13 | 0,307  |
|                   | 5.   | Borac Spalato  | 0  | 4 | 0 | 0 | 4 | 1  | 16 | 0,062  |
| Fonte: exyufudbal |      |                |    |   |   |   |   |    |    |        |

|                   | Jug  | Haj  | Usk  | SKS  | Bor  |
| ----------------- | ---- | ---- | ---- | ---- | ---- |
| Jug               | –––– | -    | 0-0  | 4-0  | 2-0  |
| Hajduk            | 0-1  | –––– | 3-0  | 7-0  | 8-0  |
| Uskok             | -    | -    | –––– | 2-0  | 2-1  |
| SK Spalato        | -    | -    | -    | –––– | 4-0  |
| Borac             | -    | -    | -    | -    | –––– |
| Fonte: exyufudbal |      |      |      |      |      |

## Altre competizioni
```
Oltre a tutte le competizioni e ai campionati delle sottofederazioni nell'anno 1920, furono organizzati campionati in 
Bačka
 e 
Banato
, che non rientravano in alcuna federazione.
```

### Bačka
```
Giocato nel territorio della Bačka nella primavera del 1920, non rientra sotto la JNS ed era organizzato dalla 
Bačvanski sportski savez
. Il sorteggio del campionato viene effettuato il 16 aprile 1920 nella sessione di 
Novi Sad
. I club sono divisi in tre gironi secondo il principio territoriale.
[
7
]
```

#### Subotica - primavera
|                   | Pos. | Squadra              | Pt | G | V | N | P | GF | GS | QR     |
| ----------------- | ---- | -------------------- | -- | - | - | - | - | -- | -- | ------ |
|                   | 1.   | SzVAK Subotica       | 12 | 6 | 6 | 0 | 0 | 23 | 0  | —      |
|                   | 2.   | Bačka Subotica       | 10 | 5 | 5 | 0 | 1 | 32 | 3  | 10,667 |
|                   | 3.   | II kerület Subotica  | 6  | 6 | 3 | 0 | 3 | 9  | 13 | 0,692  |
|                   | 4.   | SMTE Subotica (–2)   | 4  | 6 | 2 | 2 | 2 | 5  | 10 | 0,500  |
|                   | 5.   | SzTC Subotica        | 3  | 6 | 1 | 1 | 4 | 4  | 12 | 0,333  |
|                   | 6.   | III kerület Subotica | 2  | 6 | 0 | 2 | 4 | 4  | 19 | 0,211  |
|                   | 7.   | Sport Subotica       | 2  | 6 | 0 | 2 | 4 | 2  | 22 | 0,091  |
| Fonte: exyufudbal |      |                      |    |   |   |   |   |    |    |        |

#### Baja
|                         | Pos. | Squadra               | Pt       | G        | V        | N        | P        | GF       | GS       | QR       |
| ----------------------- | ---- | --------------------- | -------- | -------- | -------- | -------- | -------- | -------- | -------- | -------- |
|                         | 1.   | SSU Sombor            | 8        | 4        | 4        | 0        | 0        |          |          |          |
|                         | 2.   | Bajai SE              | 6        | 4        | 3        | 0        | 1        |          |          |          |
|                         | 3.   | Zanatlijsko SU Sombor | 3        | 4        | 1        | 1        | 2        |          |          |          |
|                         | 4.   | Bajai MTE             | 2        | 4        | 1        | 0        | 3        |          |          |          |
|                         | 5.   | Bajai FC              | 1        | 4        | 0        | 1        | 3        |          |          |          |
|                         | 6.   | Bajmočki AK           | Ritirato | Ritirato | Ritirato | Ritirato | Ritirato | Ritirato | Ritirato | Ritirato |
| Fonte: claudionicoletti |      |                       |          |          |          |          |          |          |          |          |

#### Novi Sad
|            | Pos. | Squadra       | Pt       | G        | V        | N        | P        | GF       | GS       | QR       |
| ---------- | ---- | ------------- | -------- | -------- | -------- | -------- | -------- | -------- | -------- | -------- |
|            | 1.   | NTK Novi Sad  | 7        | 6        |          |          |          |          |          |          |
|            | 2.   | Kulski AC     | 6        | 6        |          |          |          |          |          |          |
|            | 3.   | NVAK Novi Sad | 4        | 6        |          |          |          |          |          |          |
|            | 4.   | NAK Novi Sad  | 2        | 6        |          |          |          |          |          |          |
|            | 5.   | Vrbaški SC    | 0        | 6        |          |          |          |          |          |          |
|            | 6.   | Ađanski SC    | 0        | 6        |          |          |          |          |          |          |
|            | 7.   | Molski AC     | 0        | 6        |          |          |          |          |          |          |
|            | 8.   | Topolski SC   | Ritirato | Ritirato | Ritirato | Ritirato | Ritirato | Ritirato | Ritirato | Ritirato |
| exyufudbal |      |               |          |          |          |          |          |          |          |          |

### Subotica - estate
|                         | Pos. | Squadra            | Pt | G | V | N | P | GF | GS | QR     |
| ----------------------- | ---- | ------------------ | -- | - | - | - | - | -- | -- | ------ |
|                         | 1.   | Bačka Subotica     | 14 | 7 | 7 | 0 | 0 | 40 | 1  | 40,000 |
|                         | 2.   | SAND Subotica      | 11 | 7 | 5 | 1 | 1 | 26 | 14 | 1,857  |
|                         | 3.   | Sport Subotica     | 7  | 7 | 3 | 1 | 3 | 11 | 13 | 0,846  |
|                         | 4.   | Bunjevac Subotica  | 6  | 7 | 3 | 0 | 4 | 16 | 18 | 0,889  |
|                         | 5.   | Građanski Subotica | 6  | 7 | 3 | 0 | 4 | 10 | 21 | 0,476  |
|                         | 6.   | SAD Subotica       | 5  | 7 | 2 | 1 | 4 | 7  | 12 | 0,583  |
|                         | 7.   | SzTC Subotica      | 5  | 7 | 2 | 1 | 4 | 8  | 16 | 0,500  |
|                         | 8.   | Viktorija Subotica | 2  | 7 | 1 | 0 | 6 | 4  | 27 | 0,148  |
| Fonte: claudionicoletti |      |                    |    |   |   |   |   |    |    |        |

### Banato
|                   | Pos. | Squadra                    | Pt | G | V | N | P | GF | GS | QR |
| ----------------- | ---- | -------------------------- | -- | - | - | - | - | -- | -- | -- |
|                   | 1.   | Obilić V. Bečkerek         | ?  | 9 |   |   |   |    |    |    |
|                   | ?    | Vašaš V. Bečkerek          | ?  | 9 |   |   |   |    |    |    |
|                   | ?    | Viktorija V. Bečkerek      | ?  | 9 |   |   |   |    |    |    |
|                   | ?    | SzSE Žombolj               | ?  | 9 |   |   |   |    |    |    |
|                   | ?    | SzTK Žombolj               | ?  | 9 |   |   |   |    |    |    |
|                   | ?    | Švebiše Žombolj            | ?  | 9 |   |   |   |    |    |    |
|                   | ?    | Debeljaski SK Debeljača    | ?  | 9 |   |   |   |    |    |    |
|                   | ?    | Kikinski AC Velika Kikinda | ?  | 9 |   |   |   |    |    |    |
|                   | ?    | Pančevski SK Pančevo       | ?  | 9 |   |   |   |    |    |    |
|                   | ?    | Olimpija Vršac             | ?  | 9 |   |   |   |    |    |    |
| Fonte: exyufudbal |      |                            |    |   |   |   |   |    |    |    |